# Augustus Fentener van Vlissingen
Augustus Fentener van Vlissingen (Amsterdam, 23 april 1862 – Bussum, 15 juli 1951) was president van de Hoge Raad der Nederlanden.

## Leven en werk
Van Vlissingen, lid van de patriciaatsfamilie Van Vlissingen, was een zoon van Simon Paulus Fentener van Vlissingen (1821-1905) en diens tweede echtgenote Adriana Arnoldina Johanna Kalff (1827-1911).
Van Vlissingen studeerde rechten te Amsterdam tussen 1881 en 1885. Hij promoveerde op 9 juli 1885 cum laude bij Tobias Asser op Misbruik van cognossementsexemplaren. Na zijn studie was hij van 1891 tot 1897 advocaat te Amsterdam, waar hij vanaf 1893 ook rechter-plaatsvervanger bij de rechtbank was. In 1897 werd hij benoemd tot rechter bij de Rechtbank Amsterdam en in 1906 tot raadsheer bij het gerechtshof aldaar.
Op 17 maart 1909 werd hij benoemd tot raadsheer bij de Hoge Raad, als opvolger van jhr. mr. S.M.S. de Ranitz (1833-1909). Op 4 december 1924 werd hij tot vicepresident benoemd en op 5 december 1930 tot president (per 1 januari 1931); hij bleef president tot de inmiddels wettelijk gestelde leeftijdsgrens, tot 1 juli 1933.
Naast zijn juridische functies was Van Vlissingen eveneens betrokken bij de twee familiebedrijven: hij was lid van de Raad van Toezicht bij de SHV en commissaris bij de Helmondse, latere Vlisco.
Mr. A.F. Fentener van Vlissingen was Commandeur in zowel de Orde van de Nederlandse Leeuw als in de Orde van Oranje-Nassau. Hij overleed ongehuwd op 89-jarige leeftijd.